# پوئبلو پینتیدو (نیومکزیکو)
پوئبلو پینتیدو (به انگلیسی: Pueblo Pintado) یک منطقهٔ مسکونی در ایالات متحده آمریکا است که در شهرستان مک‌کینلی واقع شده‌است. پوئبلو پینتیدو ۲۷٫۲ کیلومتر مربع مساحت و ۲۴۷ نفر جمعیت دارد و ۱٬۹۸۵ متر بالاتر از سطح دریا واقع شده‌است.